# Стефан Одран
Стефа́н Одра́н (фр. Stéphane Audran; настоящее имя Коле́тта-Сюза́нна-Жанни́на Дашви́ль, фр. Colette Suzanne Jeannine Dacheville; 8 ноября 1932, Версаль — 27 марта 2018) — французская актриса, мать актёра Тома Шаброля.
Стефан Одран родилась в 1932 году в семье врача. Брала уроки актёрского мастерства у Шарля Дюллена, Тани Балашовой и М. Витольда. Затем последовали первые выступления на парижской сцене и телевидении.
Одран получила известность благодаря ролям в фильмах своего бывшего мужа Клода Шаброля. Их первым фильмом стал «Кузены» (1959), Стефан досталась в нём небольшая роль. Позднее Одран стала «музой» Шаброля и тем самым одной из самых известных актрис Франции.
Следующей вехой в актёрской карьере Одран стало сотрудничество с испанским режиссёром Луисом Бунюэлем. Стефан Одран снималась также у режиссёров Жана Деланнуа и Анатоля Литвака.

## Семья
Первый муж (с 1954 по 1956) — Жан-Луи Трентиньян (1930—2022), французский актёр, режиссёр и сценарист.
Второй муж (с 1964 по 1980) — Клод Шаброль (1930—2010), французский кинорежиссёр.
- Сын — Тома Шаброль (род. 1963), французский актёр.

## Фильмография
(Неполная фильмография)
- 1959 — Знак льва / Le Signe du Lion
- 1959 — Кузены / Les Cousins
- 1960 — Милашки / Les Bonnes Femmes
- 1961 — Ухажёры / Les Godelureaux
- 1961 — / Saint Tropez Blues
- 1962 — Око лукавого / L'œil du malin
- 1963 — Париж глазами… / Paris Vu Par…
- 1964 — Тигр любит свежее мясо / Le Tigre aime la chair fraiche
- 1965 — Мари Шанталь против доктора Ха / Marie-Chantal contre le docteur Kha
- 1966 — Демаркационная линия / La Ligne de démarcation
- 1967 — Скандал / Le Scandale
- 1968 — Лани / Les Biches
- 1969 — Неверная жена / La Femme infidèle
- 1970 — Мясник / Le Boucher
- 1970 — / La Peau de torpedo
- 1970 — Разрыв / La Rupture
- 1970 — / La dame dans l’auto avec des lunettes et un fusil
- 1971 — Перед тем, как опустится ночь / Juste avant la nuit
- 1971 — Без видимых причин / Sans Mobile Apparent
- 1972 — Скромное обаяние буржуазии / Le Charme Discret De La Bourgeoisie
- 1972 — / Un meurtre est un meurtre
- 1972 — / Tote Taube in der Beethovenstraße
- 1973 — Кровавая свадьба / Les Noces Rouges
- 1973 — / B must die
- 1974 — Как преуспеть в делах, когда ты дурак и плакса / Comment réussir quand on est con et pleurnichard
- 1974 — / Le cri du cœur
- 1974 — / Dix petits nègres
- 1974 — Венсан, Франсуа, Поль и другие / Vincent, François, Paul… et les autres
- 1975 — / The Black Bird
- 1976 — / Folies bourgeoises
- 1977 — Смерть негодяя / Mort d’un pourri
- 1977 — / Des Teufels Advokat
- 1978 — Кровные узы / Les Liens du sang
- 1978 — Серебряные медведи / Silver Bears
- 1978 — Виолетта Нозьер / Violette Nozière
- 1979 — Крыло орла / Eagle’s Wing
- 1980 — Солнце в лицо / Le Soleil en face
- 1980 — Большая красная единица / The Big Red One
- 1980 — Сердце наизнанку / Le Cœur à l’envers
- 1981 — Семья Плуф / Les Plouffe
- 1981 — Возвращение в Брайдсхед / Brideshead Revisited
- 1981 — Безупречная репутация / Coup de torchon
- 1982 — Избирательное сходство / Les affinités électives
- 1982 — Бульвар убийц / Boulevard des assassins
- 1982 — Рай для всех / Paradis pour tous
- 1982 — Шок / Le Choc
- 1983 — Смертельная поездка / Mortelle randonnée
- 1983 — Скарлатина / La Scarlatine
- 1984 — Чужая кровь / Le Sang des autres
- 1985 — Цыплёнок под уксусом / Poulet au vinaigre
- 1985 — Следите за взглядом / Suivez mon regard
- 1985 — Клетка для чудиков 3 / La cage aux folles III
- 1986 — Остров / Un isola
- 1986 — Цыганка / La Gitane
- 1987 — Пир Бабетты / Babettes gæstebud
- 1987 — Время удовольствий / Les saisons du plaisir
- 1987 — Безликие / Faceless — мадам Шерман
- 1987 — Бедная маленькая богачка: История жизни Барбары Хаттон / Poor Little Rich Girl: The Barbara Hutton Story
- 1988 — / Dossiers de l’inspecteur Lavardin: L’escargot noir
- 1988 — Чарли «Шампань» / Champagne Charlie
- 1989 — Маника, девушка с двумя жизнями / Manika, une vie plus tard
- 1989 — / Sons
- 1990 — Тихие дни в Клиши / Quiet days in Clichy
- 1992 — Не плачь больше, моя возлюбленная / Weep no more my lady
- 1992 — Бетти / Betty
- 1994 — Поворот винта / The Turn of the Screw
- 1995 — Для малышки Маргери / Au petit Marguery
- 1996 — Максимальный риск / Maximum Risk
- 1997 — Арлетт / Arlette
- 1998 — Мадлен / Madeline
- 1999 — Любимая тёща / Belle Maman
- 2000 — Пикник Лулу Кретца / Le Pique-nique de Lulu Kreutz
- 2001 — Я хочу есть!!! / J’ai faim!!! — Габи, мать Лили
- 2002 — Мою жену зовут Морис / Ma femme s’appelle Maurice — Жаклин Буаден
- 2004 — Сисси — мятежная императрица
- 2008 — Девушка из Монако / La Fille de Monaco — мадам Лассаль

## Награды
- 1968 — «Серебряный медведь» Берлинского кинофестиваля за лучшую женскую роль в фильме «Лани»
- 1970 — Премия МКФ в Сан-Себастьяне за лучшую женскую роль в фильме «Мясник»
- 1973 — Премия BAFTA за лучшую роль в фильмах «Скромное обаяние буржуазии» и «Перед самой ночью»
- 1978 — «Сезар» за лучшую роль второго плана в фильме «Виолетта Нозьер»